# جوليان روتر
جوليان ب. روتر (22 أكتوبر 1916 - 6 يناير 2014) عالم نفس أمريكي اشتهر بتطويره نظرية التعلم الاجتماعي وأبحاثه في مجال مركز الضبط. كان عضوًا في هيئة التدريس بجامعة ولاية أوهايو ثم جامعة كونيتيكت. صنّف استطلاعٌ لمجلة "مراجعة علم النفس العام"، نُشر عام 2002، روتر في المرتبة 64 من بين أبرز علماء النفس، وفي المرتبة 18 من بين أكثرهم استشهادًا في القرن العشرين. وفي دراسة نُشرت عام 2014، صنفته في المرتبة 54 بين علماء النفس الذين امتدت مسيرتهم المهنية إلى ما بعد الحرب العالمية الثانية.